# (5787) 1992 FA1
(5787) 1992 FA1 là một tiểu hành tinh vành đai chính. Nó được phát hiện bởi Seiji Ueda và Hiroshi Kaneda ở Kushiro, Hokkaidō, Nhật Bản, ngày 26 tháng 3 năm 1992.